# Ladomirová
Ladomirová (in ungherese Ladomérvágása) è un comune della Slovacchia facente parte del distretto di Svidník, nella regione di Prešov.
Il comune ospita una chiesa lignea greco-cattolica dedicata all'Arcangelo Michele, costruita nel 1742.